# الوطية (الرضمة)

تعديل مصدري - تعديل

الوطية محلة تابعة لقرية الحرف، التابعة لعزلة بني قيس بمديرية الرضمة إحدى مديريات محافظة إب في الجمهورية اليمنية.، بلغ تعداد سكانها 231 حسب تعداد اليمن لعام 2004.